# レイチェル・ボストン
レイチェル・ボストン（Rachel Boston,  1982年5月9日 - ）は、アメリカ合衆国の女優である。

## 来歴
1982年、テネシー州チャタヌーガに生まれる。しばらく同州内で育ち、1999年には10代版のミス・テネシーに選ばれている。そして17歳の時にニューヨークへ渡ってニューヨーク大学へ進学した。その後ロサンゼルスへ渡り、本格的な女優活動を開始。2002年に日本未公開の映画『Smoking Herb』で映画デビューを果たし、2002年からはテレビシリーズ『American Dreams』でレギュラーキャストとして50エピソードに出演した。それ以来もコンスタントにキャリアを重ねており、2009年のジョゼフ・ゴードン＝レヴィット主演『(500)日のサマー』などへの出演でも知られている。

## 出演作品

### 映画
- Smoking Herb (2002)
- Fifty Pills (2006)
- Inseparable (2006)
- The News (2007)
- Hackett (2008)
- (500)日のサマー (500) Days of Summer (2009)
- ゴースト・オブ・ガールフレンズ・パスト Ghosts of Girlfriends Past (2009)
- 10 Years Later (2010)
- The Pill (2011)
- Blind Turn (2012)
- イッツ・ア・ディザスター It's a Disaster (2012)
- Holiday High School Reunion (2012) ※テレビ映画
- Christmas Crush (2012)
- Black Marigolds (2013)
- Who the F Is Buddy Applebaum (2013)
- Ring by Spring (2014)

### テレビシリーズ
- American Dreams (2002 - 2005)
- クローザー The Closer (2005)
- Love, Inc. (2005)
- Crumbs (2006)
- ハッピー・アワー Happy Hour (2006)
- NCIS 〜ネイビー犯罪捜査班 NCIS: Naval Criminal Investigative Service (2006)
- セブンスヘブン 7th Heaven (2006)
- グレイズ・アナトミー 恋の解剖学 Grey's Anatomy (2007)
- 女検死医ジョーダン Crossing Jordan (2007)
- Rules of Engagement (2007)
- ラスベガス Las Vegas (2007)
- ラリーのミッドライフ★クライシス Curb Your Enthusiasm (2007)
- The Ex List (2008, 2009)
- ER緊急救命室 ER (2008)
- ザ・クリーナー The Cleaner (2009)
- Eastwick (2009)
- アラフォー♀とルーキー♂ Accidentally on Purpose (2010)
- Scoundrels (2010)
- キャッスル 〜ミステリー作家は事件がお好き Castle (2010)
- マッド・ラブ Mad Love (2011)
- ザ・プロテクター/狙われる証人たち In Plain Sight (2011 - 2012)
- イーストエンドの魔女たち Witches of East End (2013 - 2014)

## 参照
1. ↑  http://www.buddytv.com/info/rachel-boston-info.aspx
2. ↑  “Rachel Boston Biography”. 2014年7月10日閲覧。